# 2020年中華民國鄉鎮市區長補選
2020年中華民國鄉鎮市區長補選，依投票日先後次序排列，包括：
- 1月18日 屏東縣來義鄉長補選 [1]
- 2月22日 新竹縣竹東鎮長補選 [2]
- 3月21日 苗栗縣南庄鄉長補選 [3]
- 3月28日 花蓮縣豐濱鄉長補選 [4]
- 4月18日 花蓮縣壽豐鄉長補選 [5]
- 5月16日 苗栗縣銅鑼鄉長補選 [6]
- 7月11日 屏東縣崁頂鄉長補選
- 8月22日 臺中市和平區長補選
- 8月22日 屏東縣恆春鎮長補選

## 來義鄉鄉長補選
無黨籍來義鄉長竇望義被2018競選對手莊景星指控授意樁腳以每票3000元買票，而提起當選無效訴訟，屏東地院一審判竇望義當選無效，竇望義不服提起上訴，高雄高分院駁回其上訴，竇望義當選無效定讞，將予以解職。

### 候選人簡介
- 前鄉民代表莊景星
- 竇望義小舅子周維屏

### 選舉結果
- 選舉人數：6,033
- 投票數(投票率)：4,010（66.47%）
- 有效票(比率)：3,994（99.60%）
- 無效票(比率)：16（0.40%）

| 號次 | 候選人 | 政黨   | 得票數  | 得票率 | 結果 |
| ---- | ------ | ------ | ------- | ------ | ---- |
| 1    | 莊景星 | 無黨籍 | 2,070票 | 51.83% |      |
| 2    | 周維屏 | 無黨籍 | 1,924票 | 48.17% |      |

## 竹東鎮鎮長補選
中國國民黨黨籍竹東鎮長羅吉祥因2018竹東鎮長選舉因賄選案纏身而請辭。

### 候選人簡介
- 竹東鎮民代表會主席陳昌平
- 新竹縣議員郭遠彰
- 榮華里里長林子丞
- 羅吉祥之妻、竹東鎮代理鎮長張順朋

### 選舉結果
- 選舉人數：76,839
- 投票數(投票率)：25,155（32.74%）
- 有效票(比率)：25,013（99.44%）
- 無效票(比率)：142（0.56%）

| 號次 | 候選人 | 政黨   | 得票數  | 得票率 | 結果 | 備註         |
| ---- | ------ | ------ | ------- | ------ | ---- | ------------ |
| 1    | 陳昌平 | 無黨籍 | 6,857票 | 27.41% |      |              |
| 2    | 郭遠彰 | 無黨籍 | 6,311票 | 25.23% |      | 中國國民黨籍 |
| 3    | 林子丞 | 無黨籍 | 2,882票 | 11.52% |      | 中國國民黨籍 |
| 4    | 張順朋 | 無黨籍 | 8,963票 | 35.83% |      | 中國國民黨籍 |

## 南庄鄉鄉長補選
無黨籍南庄鄉現任鄉長因涉嫌教唆賄選，被苗栗地方法院判決當選無效定讞而解職。

### 候選人簡介
- 南庄鄉民代表會主席黃順源
- 邱梓增之妻羅春蓮
- 前南庄鄉公所秘書徐沐蘭

### 選舉結果
- 選舉人數：8,305
- 投票數(投票率)：4,380（52.74%）
- 有效票(比率)：4,339（99.06%）
- 無效票(比率)：41（0.94%）

| 號次 | 候選人 | 政黨   | 得票數  | 得票率 | 結果 | 備註         |
| ---- | ------ | ------ | ------- | ------ | ---- | ------------ |
| 1    | 黃順源 | 無黨籍 | 1,501票 | 34.59% |      | 中國國民黨籍 |
| 2    | 羅春蓮 | 無黨籍 | 2,233票 | 51.46% |      |              |
| 3    | 徐沐蘭 | 無黨籍 | 605票   | 13.94% |      | 中國國民黨籍 |

## 豐濱鄉鄉長補選
中國國民黨黨籍現任鄉長邱福順因幽靈人口案，一審判決無效，但二審花蓮地方法院判決駁回，當選無效確定即解職。

### 候選人簡介
- 前鄉長張進德（Lekal．Kacaw）
- 鄉民代表會主席曾金水
- 前鄉民代表林俊榮
- 邱福順之妻、鄉衛生所主任江莉婷
- 前鄉公所秘書林慶龍
- 前鄉長李啟誠

### 選舉結果
- 選舉人數：3,985
- 投票數(投票率)：1,996（50.09%）
- 有效票(比率)：1,979（99.15%）
- 無效票(比率)：17（0.85%）

| 號次 | 候選人 | 政黨   | 得票數 | 得票率 | 結果 | 備註         |
| ---- | ------ | ------ | ------ | ------ | ---- | ------------ |
| 1    | 張進德 | 無黨籍 | 28票   | 1.41%  |      | 中國國民黨籍 |
| 2    | 曾金水 | 無黨籍 | 225票  | 11.37% |      |              |
| 3    | 林俊榮 | 無黨籍 | 17票   | 0.86%  |      |              |
| 4    | 江莉婷 | 無黨籍 | 958票  | 48.41% |      | 中國國民黨籍 |
| 5    | 林慶龍 | 無黨籍 | 639票  | 32.29% |      | 中國國民黨籍 |
| 6    | 李啟誠 | 無黨籍 | 112票  | 5.66%  |      | 中國國民黨籍 |

## 壽豐鄉鄉長補選
中國國民黨黨籍現任鄉長曾淑懿因2018地方公職人員選舉涉嫌透過許姓樁腳以五萬元向有意參選鄉長的對手謝如哲要求放棄參選（俗稱搓圓仔湯），花蓮地檢署依違反選罷法將曾、許二人起訴，判處曾有期徒刑四年，褫奪公權三年並停職，然而曾淑懿選擇自行解職，因而將三個月內辦理補選。

### 候選人簡介
- 曾淑懿之夫劉耀宗
- 花蓮縣議員徐雪玉

### 選舉結果
- 選舉人數：15,224
- 投票數(投票率)：7,822（51.38%）
- 有效票(比率)：7,717（98.66%）
- 無效票(比率)：105（1.34%）

| 號次 | 候選人 | 政黨   | 得票數  | 得票率 | 結果 | 備註         |
| ---- | ------ | ------ | ------- | ------ | ---- | ------------ |
| 1    | 劉耀宗 | 無黨籍 | 4,148票 | 53.75% |      | 中國國民黨籍 |
| 2    | 徐雪玉 | 無黨籍 | 3,569票 | 46.25% |      | 中國國民黨籍 |

## 銅鑼鄉鄉長補選
中國國民黨黨籍現任鄉長李瑞廷被控在第18屆銅鑼鄉長競選期間，透過競選團隊曾姓執行長以每戶新台幣3000元向鄉民行賄買票，經落選對手謝昌年提出民事當選無效之訴，苗栗地院一審判決當選無效，案經上訴二審台中高分院，今天駁回上訴，判決李瑞廷當選無效定讞。

### 候選人簡介
- 李瑞廷之妻古素馨
- 鄉民代表會前主席謝昌年
- 政治素人劉彥村

### 選舉結果
- 選舉人數：14,756
- 投票數(投票率)：7,679（52.04%）
- 有效票(比率)：7,607（99.06%）
- 無效票(比率)：72（0.94%）

| 號次 | 候選人 | 政黨   | 得票數  | 得票率 | 結果 | 備註         |
| ---- | ------ | ------ | ------- | ------ | ---- | ------------ |
| 1    | 古素馨 | 無黨籍 | 3,078票 | 40.46% |      | 中國國民黨籍 |
| 2    | 謝昌年 | 無黨籍 | 3,411票 | 44.84% |      |              |
| 3    | 劉彥村 | 無黨籍 | 1,118票 | 14.70% |      |              |

## 崁頂鄉鄉長補選

### 候選人簡介
- 台大畢業生廖國富
- 屏東縣議員周碧雲丈夫郭振堂
- 前鄉代會主席曾輝地

### 選舉結果
- 選舉人數：11,708
- 投票數(投票率)：6,074（51.88%）
- 有效票(比率)：6,025（99.19%）
- 無效票(比率)：49（0.81%）

| 號次 | 候選人 | 政黨   | 得票數  | 得票率 | 結果 | 備註           |
| ---- | ------ | ------ | ------- | ------ | ---- | -------------- |
| 1    | 廖國富 | 無黨籍 | 1,417票 | 23.52% |      | 臺灣民眾黨支持 |
| 2    | 郭振堂 | 無黨籍 | 1,770票 | 29.38% |      | 民主進步黨籍   |
| 3    | 曾輝地 | 無黨籍 | 2,838票 | 47.10% |      | 民主進步黨籍   |

## 和平區區長補選

### 候選人簡介
- 前自由里里長吳萬福
- 林建堂之妻林蔣雪霞
- 自由里幹事張瑞紘

### 選舉結果
- 選舉人數：9,058
- 投票數(投票率)：4,531（50.02%）
- 有效票(比率)：4,486（99.01%）
- 無效票(比率)：45（0.99%）

| 號次 | 候選人   | 政黨       | 得票數  | 得票率 | 結果 | 備註           |
| ---- | -------- | ---------- | ------- | ------ | ---- | -------------- |
| 1    | 林蔣雪霞 | 無黨籍     | 1,790票 | 39.90% |      | 中國國民黨籍   |
| 2    | 吳萬福   | 無黨籍     | 2,240票 | 49.93% |      | 民主進步黨支持 |
| 3    | 張瑞紘   | 臺灣民眾黨 | 456票   | 10.16% |      |                |

## 恆春鎮鎮長補選

### 候選人簡介
- 屏東縣議員陳文弘
- 前屏東縣議員張榮志
- 鎮代會副主席陳進興
- 紅氣球書屋老闆娘郭德慧
- 補習班老板王迎曦

### 選舉結果
- 選舉人數：24,724
- 投票數(投票率)：11,772（47.61%）
- 有效票(比率)：11,682（99.24%）
- 無效票(比率)：90（0.76%）

| 號次 | 候選人 | 政黨       | 得票數  | 得票率 | 結果 |
| ---- | ------ | ---------- | ------- | ------ | ---- |
| 1    | 郭德慧 | 無黨籍     | 112票   | 0.96%  |      |
| 2    | 陳文弘 | 民主進步黨 | 4,816票 | 41.23% |      |
| 3    | 王迎曦 | 無黨籍     | 70票    | 0.60%  |      |
| 4    | 張榮志 | 中國國民黨 | 3,724票 | 31.88% |      |
| 5    | 陳進興 | 無黨籍     | 2,960票 | 25.34% |      |